# Isaak Komnenos (Sebastokrator)

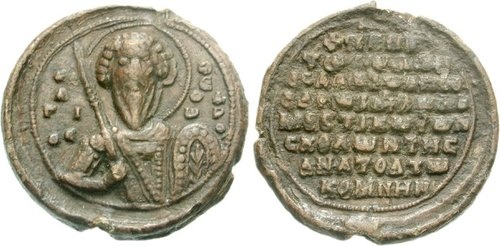
Siegel des Isaak Komnenos als Protoproedros und Domestikos der Scholen im Orient in den 1070er-Jahren

Isaak Komnenos (mittelgriechisch Ἰσαάκιος Κομνηνός, * um 1047; † 1102 oder 29. Februar 1104) war ein byzantinischer General und Sebastokrator unter Kaiser Alexios I.

## Leben
Isaak war der zweitälteste Sohn des Domestikos der Scholen Johannes Komnenos und der Anna Dalassene und somit ein Neffe des Kaisers Isaak I. 1071 oder 1072 verheiratete ihn Kaiser Michael VII. mit der georgischen Prinzessin Irene, einer Cousine der Kaiserin Maria von Alanien. Das Paar hatte die vier Söhne Johannes, Alexios, Konstantin und Adrianos (ab 1143 Erzbischof von Ohrid) sowie fünf Töchter (Anna, Sophia, Eudokia, zwei weitere namentlich nicht bekannt).
1072 wurde Isaak Komnenos zusammen mit seiner Mutter und seinen jüngeren Brüdern auf die Prinzeninsel Prinkipo verbannt. Grund war der Vorwurf, sie hätten sich zusammen mit dem nach der Schlacht bei Manzikert abgesetzten Kaiser Romanos Diogenes gegen Michael VII. und dessen Onkel, den Kaisar Johannes Dukas, verschworen. Der neue De-facto-Regent Nikephoritzes holte Isaak 1073 aus dem Exil zurück und entsandte ihn als Domestikos der Scholen (Oberbefehlshaber des stehenden Heeres) nach Anatolien. Dort wurde er nach der Rebellion des Roussel Phrangopolos von den Seldschuken gefangen genommen und nur gegen die Zahlung eines Lösegelds wieder freigelassen. Im folgenden Jahr ging Isaak Komnenos als Dux zusammen mit Konstantin Bodin nach Antiochia, wo er auf kaiserlichen Befehl den rebellischen Patriarchen Aimilianos, einen alten Feind des Nikephoritzes, aus dem Amt entfernte und die in der Folge ausgebrochenen Unruhen unterdrückte. Bei einem Angriff der Seldschuken auf Syrien geriet Isaak 1075 erneut in türkische Gefangenschaft und musste von den Antiochenern freigekauft werden.
Unter Kaiser Nikephoros III. kehrte Isaak Komnenos 1078 nach Konstantinopel zurück. Zum Sebastos ernannt, nutzte er bei Hofe seinen Einfluss auf Kaiserin Maria, um die Mitglieder seiner Sippe in führende Positionen zu bringen. Als die Komnenen sich 1081 gegen Nikephoros III. erhoben, wurde jedoch sein jüngerer Bruder Alexios, der durch seine Ehe mit Irene Dukaina direkt mit der Kaiserdynastie der Dukai verbunden war, zum Basileus ausgerufen. Isaak erwies sich als loyaler Unterstützer seines Bruders, der ihn zum Dank mit der neu geschaffenen Würde eines Sebastokrators auszeichnete. In der byzantinischen Hofhierarchie nahm Isaak damit die Position eines Vizekaisers ein (die Symbasileis Konstantin Dukas und Johannes Komnenos waren ihm formal übergeordnet) und verdrängte die Kaisaren Nikephoros Melissenos, der 1081 mit Alexios Komnenos um den Kaiserthron konkurriert hatte, und Johannes Dukas auf den dritten Rang.
Allen Quellen zufolge war der Sebastokrator Isaak außergewöhnlich hoch gebildet; von seinen Schriften sind drei gegen den Neuplatoniker Proklos gerichtete Abhandlungen über Philosophie und eine theologische Kompilation gegen den Bischof Leon von Chalkedon erhalten.
An seinem Lebensende ließ sich Isaak Komnenos freiwillig zum Mönch scheren. Er starb am 29. Februar 1104 (so die Liste des Klosters Christos Philanthropos, nach anderen Quellen schon 1102), etwa ein Jahr nach seiner Mutter Anna Dalassene.